# Празеодимдиродий
Празеодимдиродий — бинарное неорганическое соединение
празеодима и родия
с формулой Rh2Pr,
кристаллы.

## Получение
- Сплавление стехиометрических количеств чистых веществ:

{\displaystyle {\mathsf {Pr+2Rh\ {\xrightarrow {1500^{o}C}}\ Rh_{2}Pr}}}

## Физические свойства
Празеодимдиродий образует кристаллы
кубической сингонии,
пространственная группа F d3m,
параметры ячейки a = 0,7575 нм, Z = 8,
структура типа магнийдимедь Cu2Mg
.
Соединение конгруэнтно плавится при температуре ≈1500°C.